# Tsaritsyno (metrostation)
Tsaritsyno (Russisch: Царицыно) is een station aan de Zamoskvoretskaja-lijn van de Moskouse metro. 

## Geschiedenis
In 1960 lag er een eerste plan om de Zamoskvoretskaja-lijn te verlengen tot spoorwegstation Tsaritsyno tussen de bestaande bebouwing en de MKAD die toen de stadsgrens werd. De lijn zou een westtak en een oosttak krijgen waarvan de westtak als de zogeheten Zil-verlenging in 1969 werd geopend. De wijken rond de oosttak werden pas na 1970 opgetrokken en de oosttak werd dan ook pas ruim 15 jaar na de westtak gerealiseerd. De opening van de eerste drie statiions van de oosttak vond plaats op 30 december 1984. De lijn werd echter na 1 dag al weer gesloten in verband met instromend water uit de Tsaritsynovijver. Door fouten tijdens het injecteren van het beton rond de tunnel werd de tunnel onderspoeld. De verzakking die daarop volgde leidde tot lekkage waarna het nieuwe baanvak tot 9 februari 1985 gesloten moest worden om reparaties uit te voeren. Het station werd geopend onder de naam Lenino, zoals het spoorwegstation en de buurt destijds ook heetten. Op 5 november 1990 werd het station omgedoopt in Tsaritsyno als verwijzing naar het paleis van Catharina de Grote in het naastgelegen Tsaritsynopark. De letters die op de tunnelwanden de stationsnaam vormen zijn gedeeltelijk hergebruikt, wat zichtbaar is aan het kleurverschil van de letters I (и), N (н) en O (о) die afkomstig zijn van de oude stationsnaam. 

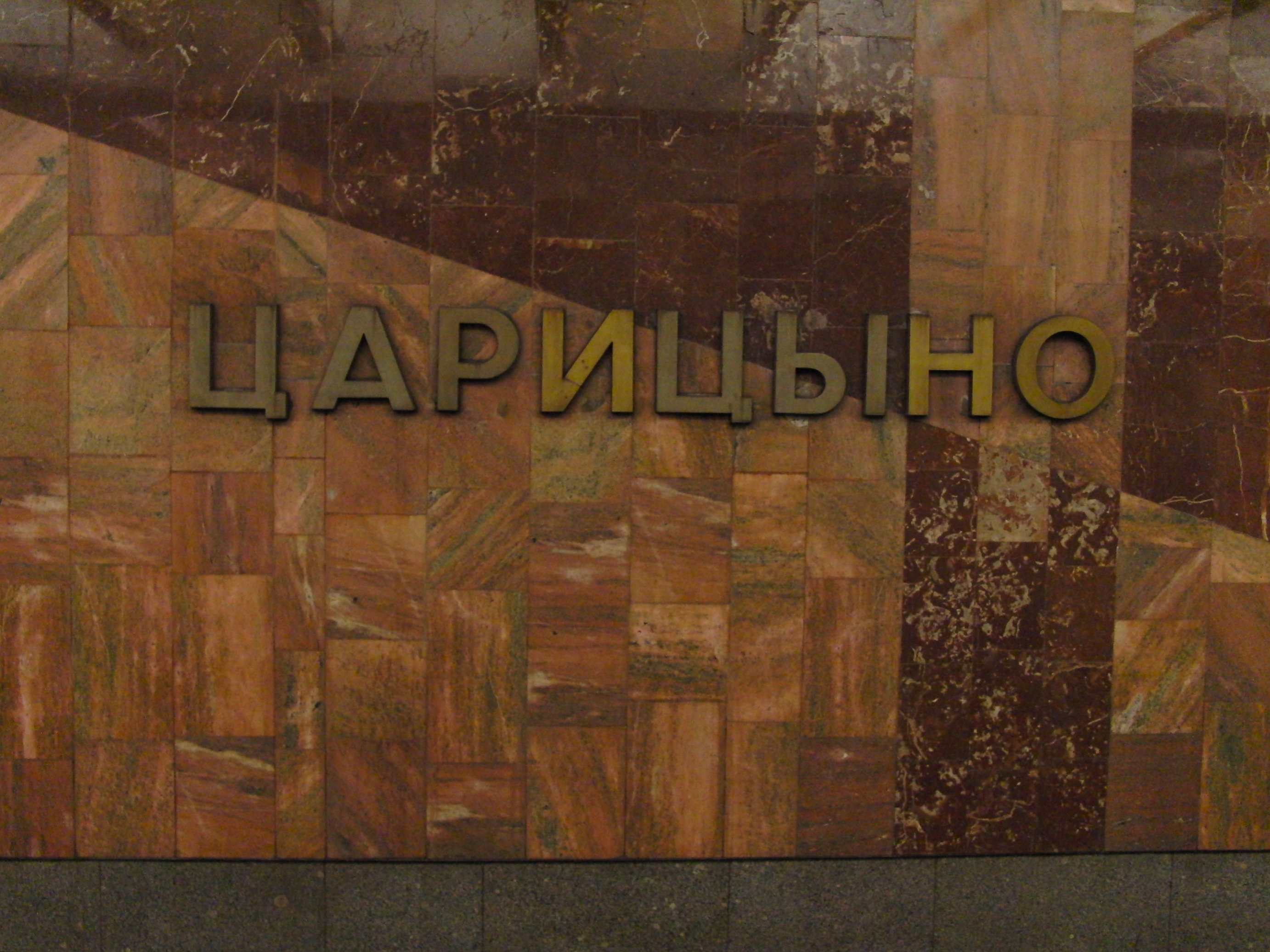
De stationsnaam met de hergebruikte letters
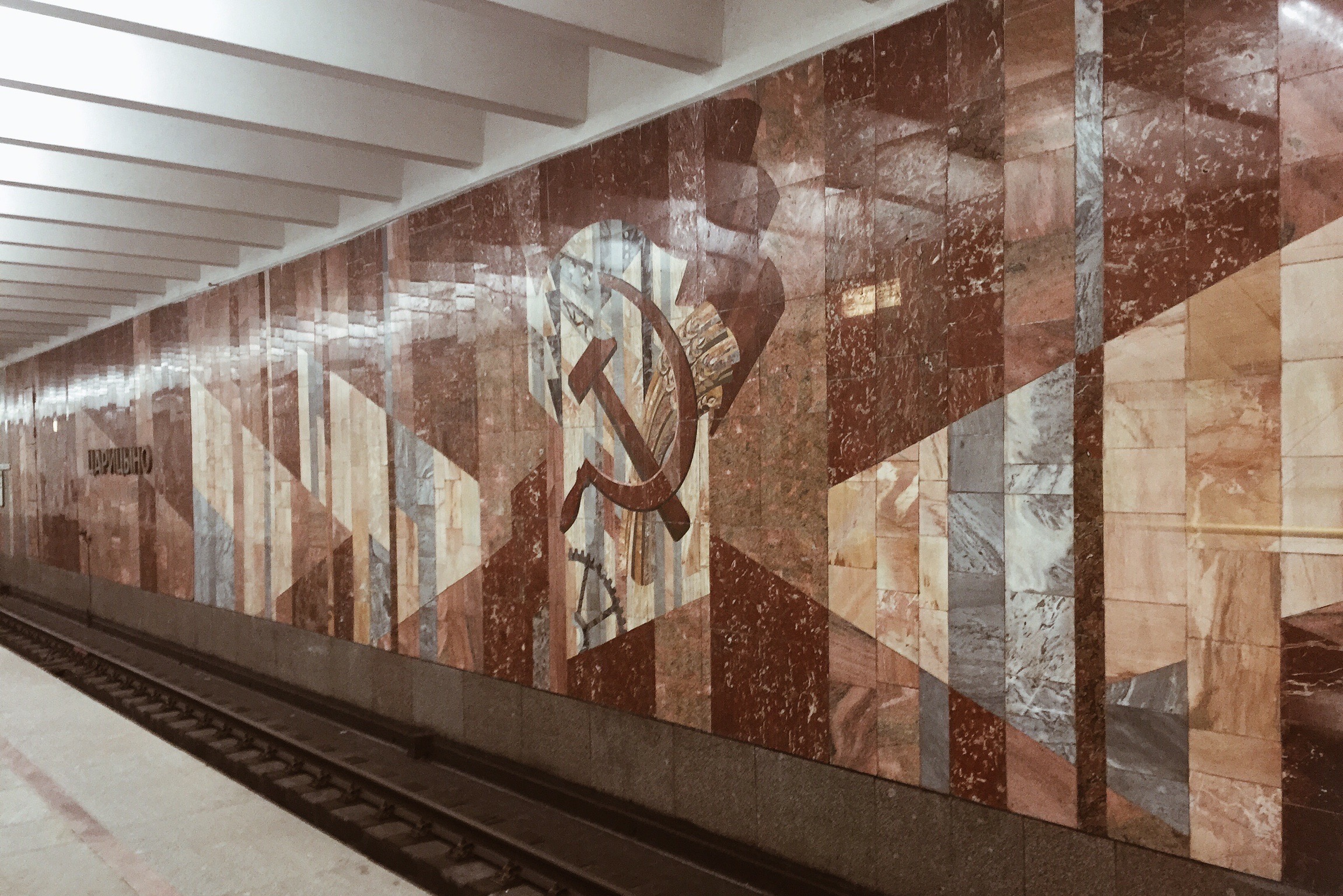
De tunnelwand met hamer en sikkel
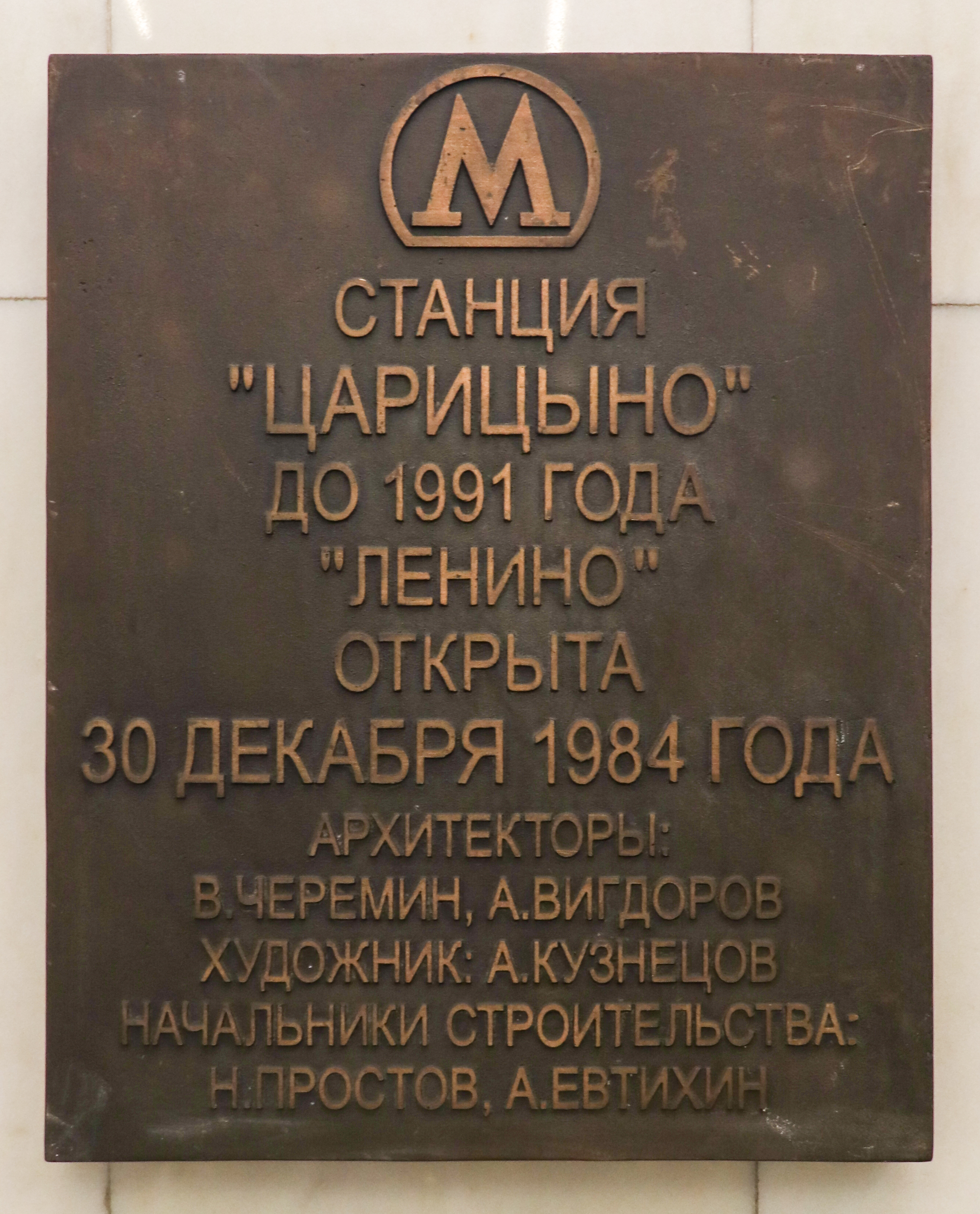
Het officiële naambord van het station

## Ligging en ontwerp
Het station heeft geen eigen toegangsgebouw maar twee ondergrondse verdeelhallen, een aan elk perroneinde. De noordelijke is verbonden met een voetgangerstunnel met uitgangen aan weerszijden van de Loeganskstraat, terwijl van uit de zuidelijke de toegangen langs de Kaspischestraat en de Tovaritsjeskajastraat kunnen worden bereikt alsmede het spoorwegstation Tsaritsyno aan de spoorlijn van Moskou naar Koersk. In de noordelijke tunnel is aan de oostkant nog een glazendeur naar een ongebruikte uitgang. In de jaren 80 van de twintigste eeuw was hier het eindpunt van diverse busroutes naar Birjoeljovo gepland. Het project voor busroutes naar Birjoeljovo is geschrapt en de verbinding zal nu met de toekomstige Birjoeljovo-radius worden gerealiseerd. Ondergronds is het een van de zogenaamde duizendpoten, een standaardontwerp uit 1960 met geprefabriceerde onderdelen. De tunnelwanden zijn echter niet betegeld maar afgewerkt met marmer. In het gele en rode marmer zijn afbeeldingen gewijd aan de successen van de sovjetwetenschap en technologie verwerkt. De zuilen zijn bekleed met wit marmer en boven de trappen tussen het perron en de voetgangerstunnels zijn mozaïeken, van de hand van A.N. Koeznetsov,  aangebracht met afbeeldingen van Moskou, met fabrieken en schoorstenen, de torens van het Kremlin en de Sjabolovka-toren.

## Metroverkeer
Het station verwerkt zeer grote aantallen reizigers, vooral tijdens de ochtend- en avondspits en is een van drukste van de lijn. Dit komt omdat forensen uit de zuidelijke voorsteden, zoals Podolsk, het station gebruiken om over te stappen van de trein op de metro en omgekeerd. In maart 2002 werden 87.900 instappers en 91.300 uitstappers per dag geteld. Het station opent om 5:35 uur haar deuren voor de reizigers en sluit om 1:00 uur 's nachts. De eerste trein naar het centrum vertrekt om 5:43 uur, in zuidelijke richting vertrekt de eerste trein op werkdagen om 5:59 uur en in het weekeinde om 6:01 uur.

### Brand
Op 26 oktober 2011 brak om 10:29 uur brand uit in de tunnel tussen  Orechovo en Tsaritsyno en werd het metroverkeer tussen Krasnogvardejskaja en Kasjirskaja stilgelegd. Na bijna een uur was de brand geblust, er vielen geen gewonden.